# Командование объединённых сил ВСУ
Командование объединённых сил Вооружённых сил Украины (укр. Командування об'єднаних сил Збройних Сил України) — орган военного управления ВСУ, между группировками войск для проведения различных военных операций. Также отвечает за проведение миротворческих миссий за пределами Украины.

## История
Учреждено приказом №624 Министерства обороны Украины от 10 декабря 2019 года. 11 февраля 2024 года Командование объединённых сил возглавил генерал-лейтенант Юрий Содоль.
С 22 по 25 сентября 2020 Командованием объединённых сил ВС Украины проведены стратегические командно-штабные учения «Объединённые усилия-2020» для коллективной подготовки около 12 тысяч человек и 700 единиц вооружения и военной техники из более 100 воинских частей, подразделений всех родов и видов войск Вооружённых Сил Украины. Во время обучения проверялись системы связи, разведки, получения информации и обмена ею как между органами управления Вооружённых сил, так и между силами и средствами стран-членов НАТО. За проведением учений наблюдали около 200 иностранных инструкторов, военных советников и наблюдателей.

## Символика
Нарукавный знак Командования объединённых сил имеет вид геральдического щита, обратно вилообразно распределенного на зелёный, серо-голубой и чёрный цвет с золотым кантом. Центральным элементом нарукавного знака является эмблема в виде стилизованного золотого пернача, наложенного на скрещенные между собой золотые стилизованные сабли. Пернач является символом органа военного управления, а сабли — символ воинской победы.

## Командующие
- генерал-майор Драпатый, Михаил Васильевич (с 26 февраля 2025)
- бригадный генерал Гнатов, Андрей Викторович (24 июня 2024 — 26 февраля 2025)
- генерал-лейтенант Содоль, Юрий Иванович (11 февраля — 24 июня 2024)
- генерал-лейтенант Наев, Сергей Иванович (27 марта 2020 — 11 февраля 2024)